# Mammillaria hertrichiana
Mammillaria hertrichiana (укр. Мамілярія Гертріха) —сукулентна рослина з роду мамілярія (Mammillaria) родини кактусових (Cactaceae).

## Етимологія

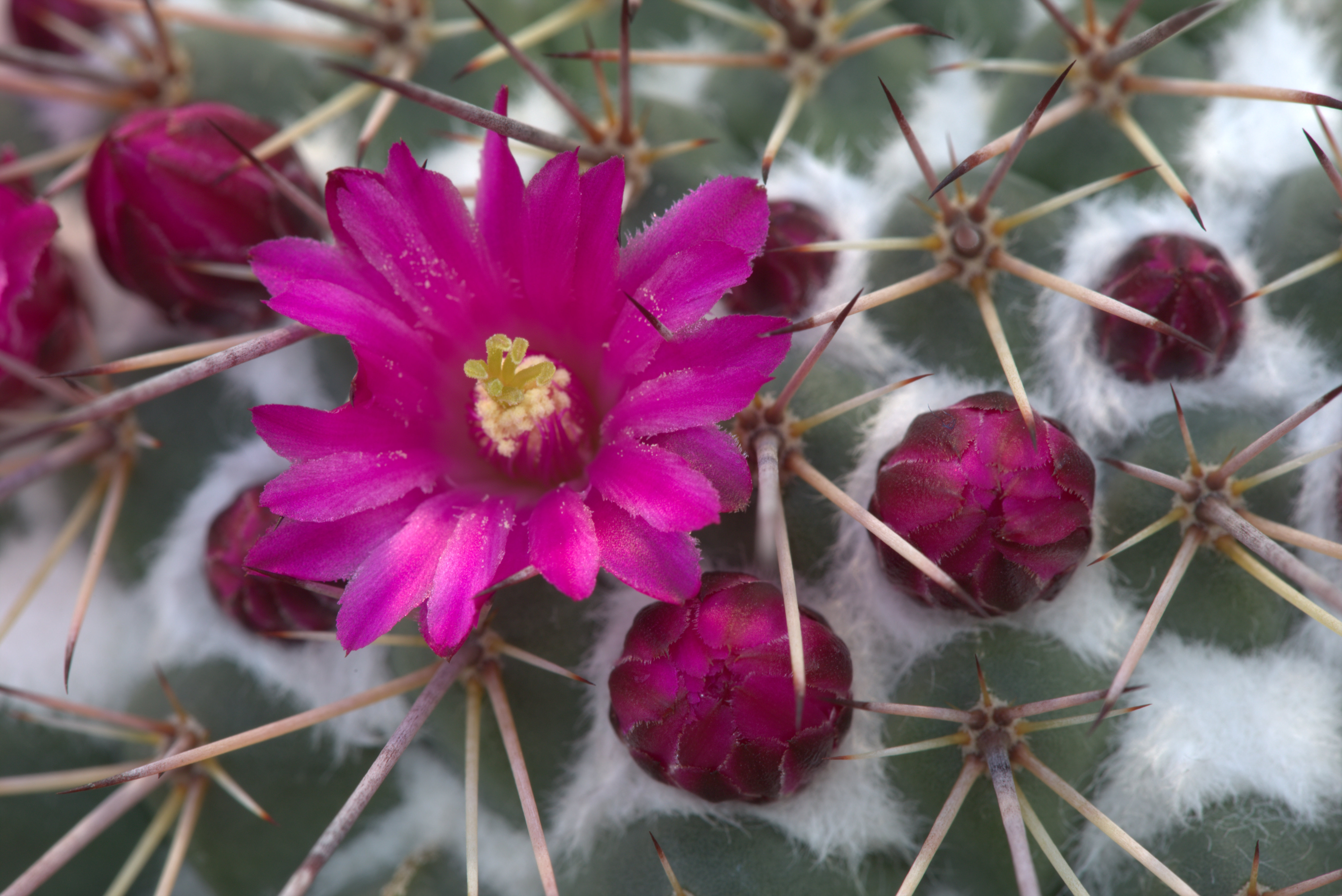
Квітка, аксили і мамміли Mammillaria hertrichiana

Видова назва дана на честь куратора Гантінгтонського ботанічного саду в Каліфорнії Вільяма Гертріха (1878-1966).

## Ареал і екологія
Mammillaria hertrichiana є ендемічною рослиною Мексики. Ареал розташований у штаті Сонора.

## Морфологічний опис
Рослина формує групи до 1 метра завширшки.
| Орган              | Опис                                                                                                   |
| Стебло             | згладжено-кулясте, до 7 см в діаметрі.                                                                 |
| Епідерміс          | тьмяно-зелений.                                                                                        |
| Маміли             | з несиметричними кутами, з великою кількістю молочного соку.                                           |
| Аксили             | з щільним пухом і декількома щетинками.                                                                |
| Центральні колючки | 4-5, голчасті, прямі, жорсткі, коричневі, верхні 5-10 см завдовжки, нижні важче і до 2,5 см завдовжки. |
| Радіальні колючки  | 12-15, білі до блідо-жовто-коричневих з темними кінцями, верхні коротші, завдовжки 3-10 мм.            |
| Квіти              | темно-рожеві до багрянисто-рожевих до 10 мм завдовжки, в діаметрі 18 мм.                               |
| Плоди              | булавоподібні, червоні, до 30 мм завдовжки.                                                            |
| Насіння            | коричневе.                                                                                             |

## Охоронний статус та заходи зі збереження
Mammillaria hertrichiana охороняється Конвенцією про міжнародну торгівлю видами дикої фауни і флори, що перебувають під загрозою зникнення (CITES).